# Protowithius fernandezianus
Espèce
Protowithius fernandezianus est une espèce de pseudoscorpions de la famille des Withiidae.

## Distribution
Cette espèce est endémique de l'archipel Juan Fernández au Chili. Elle se rencontre sur l'île Alejandro Selkirk.

## Description
Le mâle mesure 2,7 mm et la femelle 3 mm.

## Étymologie
Son nom d'espèce lui a été donné en référence au lieu de sa découverte, l'archipel Juan Fernández.

## Publication originale
- Beier, 1955 : Pseudoscorpione von den Juan-Fernandez-Inseln (Arachnida Pseudoscorpionida). Revista Chilena de Entomología, vol. 4, p. 205-220 (texte intégral).